# 1501
سنة 1501 م كانت سنة بسيطة تبدأ يوم الجمعة (الرابط يظهر نموذج التقويم الكامل للسنة) من التقويم اليولياني.

## الأحداث
- نهاية ثورة البشرات في 1 أبريل 1501 والتي بدأت في 27 ديسمبر 1499.
- بداية الحرب الدنماركية السويدية في 1501 والتي انتهت في 1512.
- بداية حكم وتأسيس الدولة الصفوية في 2 ديسمبر 1501.

## مواليد
- بيرم خان
- جيرولامو كاردانو رياضياتي وطبيب إيطالي
- لينهارت فوكس

## وفيات
- توماس غري (مركيز دورست الأول)
- جان ميشيل (كاتب)
- جورج غوردون
- جوفاني ديلا روفيري
- جون داينهام (بارون داينهام الأول)
- علي شير النوائي
- مسيح باشا
- ويليام غيفورد سياسي من المملكة المتحدة
- يان الأول ألبرت ملك بولندا